# Shirley Temple, il più giovane mostro sacro del cinema
Shirley Temple, il più giovane mostro sacro del cinema (o Shirley Temple, il più giovane mostro sacro del cinema contemporaneo), noto anche come Sfinge di Barcellona, è un'opera in gouache, pastello e collage su carta realizzata dal pittore surrealista Salvador Dalí. L'opera, le cui misure sono 75 × 100 cm, è situata nei Paesi Bassi, nel museo Boijmans Van Beuningen, la principale galleria d'arte di Rotterdam.

## Descrizione
Nell'opera è illustrata la testa dell'enfant prodige Shirley Temple, tratta da una fotografia su una rivista, sopra al corpo di una leonessa rossa con seni evidenti e artigli bianchi. Sopra la sua testa c'è un pipistrello. Intorno alla leonessa-Shirley giacciono scheletri umani e altre ossa, presumibilmente il risultato della sua ultima uccisione. In basso al dipinto c'è un'etichetta trompe-l'œil che riporta la scritta: "Shirley! finalmente in Technicolor".
Si ritiene che il dipinto rappresenti una critica alla sessualizzazione delle star bambine operata da Hollywood.

## Esposizione
Fu esposta per la prima volta ad un'esposizione tenutasi alla Julien Levy Gallery, New York, dal 21 marzo al 18 aprile 1939 (sebbene il catalogo dell'esposizione non menzioni il dipinto, un articolo del New York Times riporta la sua presenza). Fu anche esposto nel 1983 al Palau Reial de Pedralbes di Barcellona, nel 1985 al Palais des Beaux Arts a Charleroi, e ancora a Barcellona nel 2004, al CaixaForum. Dal 1º giugno al 9 settembre 2007 è stata una delle circa cento opere di Dalí ad essere esposte al Tate Modern di Londra come parte della mostra Dalí e i film.